# Medeina
Medeina sau Medeinė (nume derivat din medis (copac) și medė (pădure)), adesea tratată ca sinonimă cu Žvorūnė sau Žvorūna (nume derivat din žvėris (bestie)), este una dintre principalele zeități ale mitologiei lituaniene similară cu Meva Māte din Letonia. Ea este conducătoarea pădurii, a copacilor și a animalelor. Animalul ei sacru este un iepurele.
O transcriere slavă a Cronicii lui John Malalas (datată 1261) a menționat Žvorūna și alți trei zei. Cronica lui Ipatie (în rusă Ипатьевская летопись), care descrie evenimentele din 1252, a menționat zei păgâni încă venerați de regele Mindaugas. Cronica o menționa pe Medeina și o zeiță-iepure nenumită. Există o discuție academică dacă Medeina este numele zeiței-iepure menționat în Cronică sau cele două zeități sunt diferite. Ca parte a panteonului oficial, Medeina a reprezentat un interes militar al războinicilor și mai târziu a fost înlocuită de Žemyna, zeița pământului reprezentând interesul agricol al țăranilor. În secolul al XV-lea, Jan Długosz a comparat-o pe Medeina cu zeița romană Diana. Ea a fost menționată, de asemenea, de Jan Łasicki, Mikalojus Daukša și de Cronica Bychowiec.
Conform cercetărilor lui Algirdas Julius Greimas, Medeina este singură, ea nu dorește să se căsătorească, deși este o femeie-vânător voluptoasă și frumoasă. Ea este descrisă ca o femeie tânără și ca o lupoaică (cf. vilkmergė), cu o escortă de lupi. Potrivit autorului, Medeina poate fi descrisă ca o zeiță cu trăsături divine și demonice. Datoria ei nu este de a ajuta vânătorii, ci de a proteja pădurea. Vykintas Vaitkevičius a identificat cinci biserici ale iepurelui (pietre sacre, dealuri, păduri) și zece pietre cu urme de picior de lup în estul Lituaniei (fostul Ducat al Lituaniei) care au legătură cu cultul Medeinei. După creștinarea Lituaniei, cultul a început să dispară. 
Medeina era asemănătoare cu Artemis din mitologia greacă și Diana din mitologia romană și, de fapt, a fost uneori numită Diana.

## Vezi și
- Listă de zei după zona geografică